# Fantômette et le Secret du désert
Fantômette et le Secret du désert est le 22e roman de la série humoristique Fantômette créée par Georges Chaulet.
Le roman, publié en février 1973 dans la Bibliothèque rose des éditions Hachette, comporte 184 pages. 
Il évoque la mission confiée à Fantômette par des banquiers et assureurs qui subissent les vols, dans un pays africain ou du Proche-Orient, d'un voleur se faisant appeler Taleb Saïd.

## Notoriété
De 1961 à 2000, les ventes cumulées des titres de Fantômette s'élèvent à 17 millions d'exemplaires, traductions comprises.
Le roman Fantômette et le Secret du désert a donc pu être vendu à environ 200 000 exemplaires.
Comme les autres romans, il a été traduit en italien, espagnol, portugais, en flamand, en danois, en finnois, en turc, en chinois et en japonais.

## Personnages principaux
- Personnages récurrents
  - Françoise Dupont / Fantômette : héroïne du roman.
  - Ficelle : amie de Françoise et de Boulotte.
  - Boulotte : amie de Françoise et de Ficelle.

- Personnages liés à ce roman
  - Césarin Broutefigues : contact local de Fantômette en Zizanie.
  - Taleb Saïd : voleur, appelé aussi « le Renard du désert ».
  - Mourad et Yasmina : serviteurs de Taleb Saïd.
  - Achmed : conteur des rues.
  - Paul et Pierre Quiroul : géographes français.

## Résumé
Remarque : le résumé est basé sur l'édition cartonnée non abrégée parue en 1973 en langue française.
- Mise en place de l'intrigue

Chapitres 1 à 3.
MM. Jean Lafrite (directeur de la Banque Lafrite), Thomas de Cocagne (directeur régional de la société Colonel Motors) et Guy Gnol (directeur de la compagnie d'assurance La Radine) confient une mission à Fantômette : se rendre en Zizanie, un pays africain ou proche-oriental francophone dans lequel sévit depuis trois ans Taleb Saïd, un bandit de grand chemin qui, avec sa bande de voleurs, pille les banques et les entreprises. Fantômette accepte la mission. Elle se rend en Zizanie avec ses deux amies Boulotte et Ficelle. Cette dernière se prend pour une grande poétesse et rédige des poèmes mièvres et ridicules.
À peine arrivées à Ezbrouff, la capitale de la Zizanie, les jeunes filles sont accueillies par Césarin Broutefigues, leur contact local. Sur le trajet les amenant dans leur hôtel en centre ville, une voiture s'approche de celle dans laquelle elles voyagent et elles sont mitraillées. Heureusement aucune balle n'atteint les passagers et passagères de la voiture.
- Première expédition dans le désert

Chapitres 4 à 8.
Françoise, Ficelle et Boulotte visitent la ville et ses attractions touristiques. Elles visitent ainsi le souk et écoutent les histoires des Contes des Mille et Une Nuits racontées par Achmed, un conteur des rues. 
Alors que ses amies écoutent les contes d'Achmed, Fantômette est témoin d'une attaque d'une banque organisée par Taleb Saïd. Sautant sur la moto d'un policier, elle suit les voleurs à travers la ville puis dans le désert. À un moment où la moto tombe en panne en plein désert, elle est capturée par Taleb Saïd. L'homme, qui ne lui montre pas son visage, lui explique que le mitraillage de la veille n'était qu'une mise en garde et qu'il n'avait pas ordonné sa mort. Il lui propose de la relâcher, en contrepartie de quoi elle quittera le pays dans les 48 heures.
La jeune aventurière ayant refusé le marché, elle est attachée à un bloc de pierre et laissée seule en plein désert. Elle souffre pendant plusieurs heures de la chaleur et du manque d'eau. Le lendemain au petit matin, Taleb Saïd, dont le visage est toujours caché, la libère de ses liens et lui demande de quitter le pays. Fantômette rentre à Ezbrouff avec la moto empruntée à la police.
- Seconde expédition dans le désert

Chapitres 9 à 16.
Ficelle a acheté un tapis. Croyant qu'il s'agissait d'un tapis volant et réalisant son erreur, elle cherche à se faire rembourser. Elle tombe dans une arnaque encore plus grande : elle échange son tapis contre le « pouf de Shéhérazade » et paiement d'une forte somme.
Pour sa part, Fantômette ne sait comment poursuivre son enquête. Elle est interpellée par la police locale et accusée d'avoir volé la moto de police. Elle s'en défend en plaidant qu'elle avait restitué la moto. Elle quitte brusquement le commissariat de police par ruse. Elle aperçoit que sa chambre d'hôtel est surveillée par l'un des hommes de  Taleb Saïd. Elle s'échappe astucieusement de l’hôtel et le suit avec un cheval qu'elle achète. Elle se retrouve à nouveau dans le désert. Elle découvre le repaire secret du voleur, auquel on accède en criant « Sésame ouvre-toi ». Lorsqu'on prononce cette formule, tirée du conte Ali Baba et les Quarante Voleurs, une grande pierre coulisse et permet d'accéder à une grotte.
Après avoir attendu un certain temps, Fantômette prononce la formule et entre dans la grotte. Cela lui permet d'accéder à un grand cirque naturel dans lequel une ville secrète a été construite. Le repaire du voleur est donc cette ville, digne d'un palais des Mille-et-Une-Nuits. Elle est accostée par Mourad, un serviteur qui lui annonce qu'il a reçu pour mission de la mener jusqu'à Taleb Saïd. Fantômette retrouve donc le chef de bande, qu'elle avait déjà vu en ville : c'est le conteur Achmed ! Il l'invite à déjeuner. Là il lui raconte son histoire.
De nombreuses années auparavant, il avait découvert cet endroit désertique auquel on ne pouvait accéder que par l’étroite fissure de la grotte. Menant son projet, il avait recruté des complices. Leur but était d'attaquer les banques et les entreprises pour financer la construction de cette ville, qu'ils ont appelée « Serra ». Jusqu'à maintenant, tout s'était bien déroulé et le secret avait été bien gardé. Taleb Saïd indique à l’aventurière que, afin de protéger cette ville, elle devra y rester jusqu'à sa mort.
La jeune aventurière ne compte pas rester des décennies cloitrée dans cette ville éloignée de tout. Elle manigance un plan : elle sollicite un pouf en cuir ; elle le découd ; s'y cache à l'intérieur ; attend qu'on le remette hors de sa chambre. Puis Fantômette découd les coutures, vole un cheval, se dirige vers l’entrée de la grotte et quitte Serra. Elle erre dans le désert, poursuivie par les hommes de Taleb Saïd. Affaiblie et déshydratée, Fantômette croit sa dernière heure venue.
- Dénouement et révélations finales

Chapitres 17 et 18  ; « chapitre final »
Fantômette est sauvée in extremis par Paul et Pierre Quiroul, deux géographes français qui faisaient des relevés photographiques par avion. Ils la ramènent à Ezbrouff, la capitale de la Zizanie. Durant le trajet elle leur parle de Serra et de sa localisation. Elle indique son emplacement sur une carte géographique de la région. La ville serait érigée dans le « cratère du Chameau ». Ils promettent d'aller y faire une reconnaissance aérienne prochainement.
Mais quelques jours après son retour dans son hôtel, elle a la surprise d'avoir la visite de Taleb Saïd. L'homme sait que la ville secrète va être révélée au monde entier. Alors il a pris les devants : il va révéler son existence très rapidement, d'autant plus qu'on vient d'y trouver un champ pétrolifère à proximité. L'exploitation de ce gisement va lui permettre d'être autonome financièrement et même de rembourser les banques et les entreprises qu'il a volées.